# Sepulcro de Alfonso X de Castilla

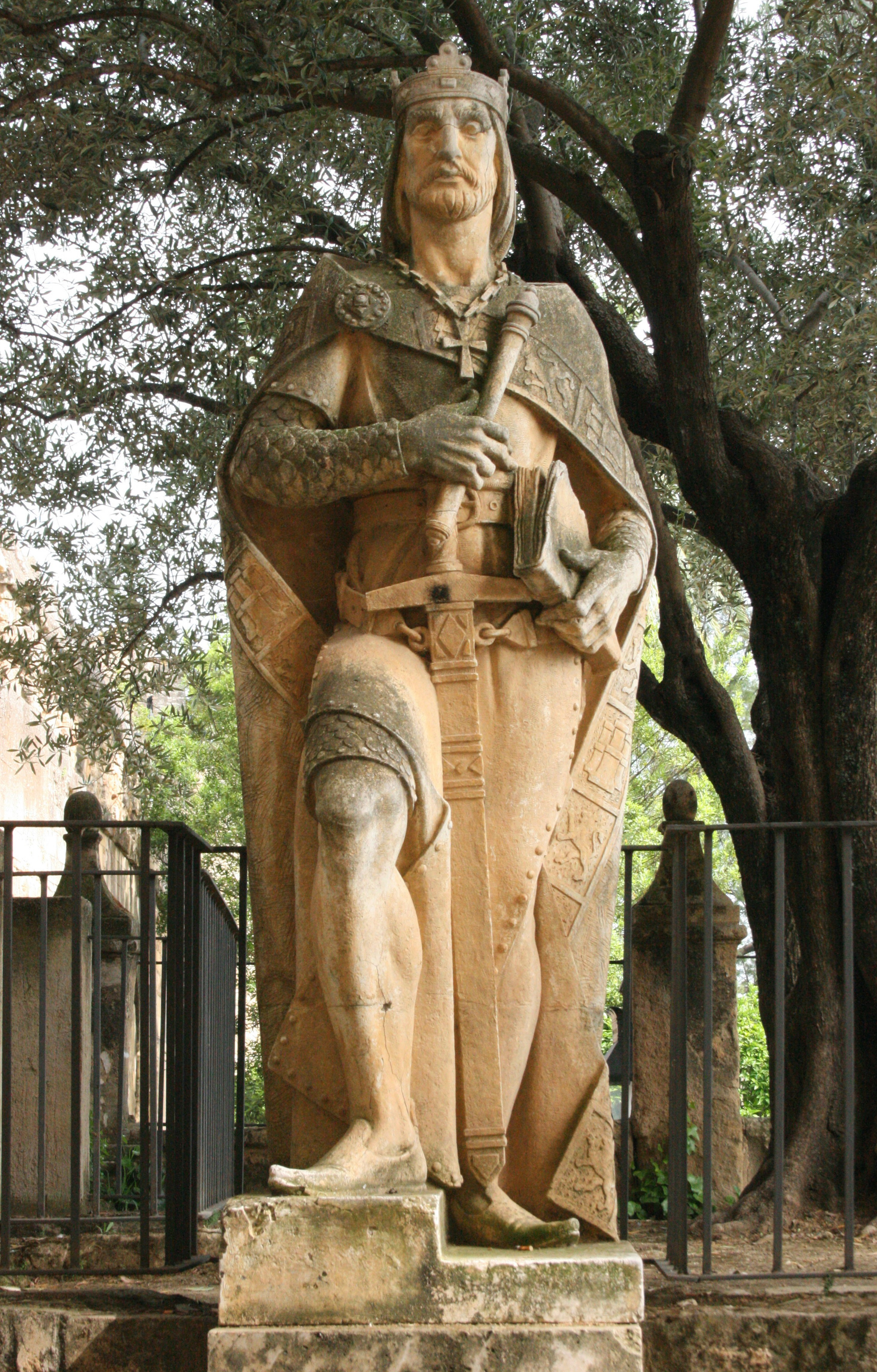
Estatua de Alfonso X el Sabio. Alcázar de los Reyes Cristianos de Córdoba.

Alfonso X el Sabio falleció en la ciudad de Sevilla el día 4 de abril de 1284. La Crónica de Alfonso X recoge los últimos momentos del monarca:

E en este tiempo adolescio el rey Don Alfonso en Sevilla, en guisa que llegó a muerte: e veyendo que non podría guarir, el infante Don Juan demandole que le mandase dar el el reinado de Sevilla o el de Badajoz con todas las otras villas que tenia, e commo quier que le dio buena respuesta, pero él non lo quiso facer. E cuando fue afincado de la dolencia, dijo ante todos que perdonaba al infante don Sancho, su fijo heredero, que lo ficiera con mancebia, e que perdonaba a todos los sus naturales de los reynos el yerro que ficieron contra él: e mandó facer luego cartas desto, selladas con sus sellos de oro, porque fuesen ciertos todos los de los reinos que avia perdido querella dellos, e que los perdonaba porque fincasen sin blasmo ninguno. E desque esto ovo acabado e librado, recibio el cuerpo de Dios muy devotamente, e a poca de hora dio el alma a Dios. E el infante Don Juan e todos los ricos omes, e la reina de Portogal, su fija, e los otros infantes sus fijos, ficieron muy grand llanto por él: e después enterraronlo en Santa Maria de Sevilla, cerca del rey Don Fernando su padre, e de la reina Doña Beatriz su madre.

## Disposiciones testamentarias de Alfonso X el Sabio relativas a su sepultura
Cuando el monarca contaba con cuarenta años de edad, decidió que a su muerte sus restos recibieran sepultura en la iglesia de Santa Cruz de Cádiz, que él había ordenado construir. Sin embargo, tal deseo no fue recogido en las últimas voluntades del soberano castellano-leonés, recogidas en el codicilo testamentario otorgado en la ciudad de Sevilla el 22 de enero de 1284, en el que estipulaba cuál había de ser el destino de sus restos mortales:

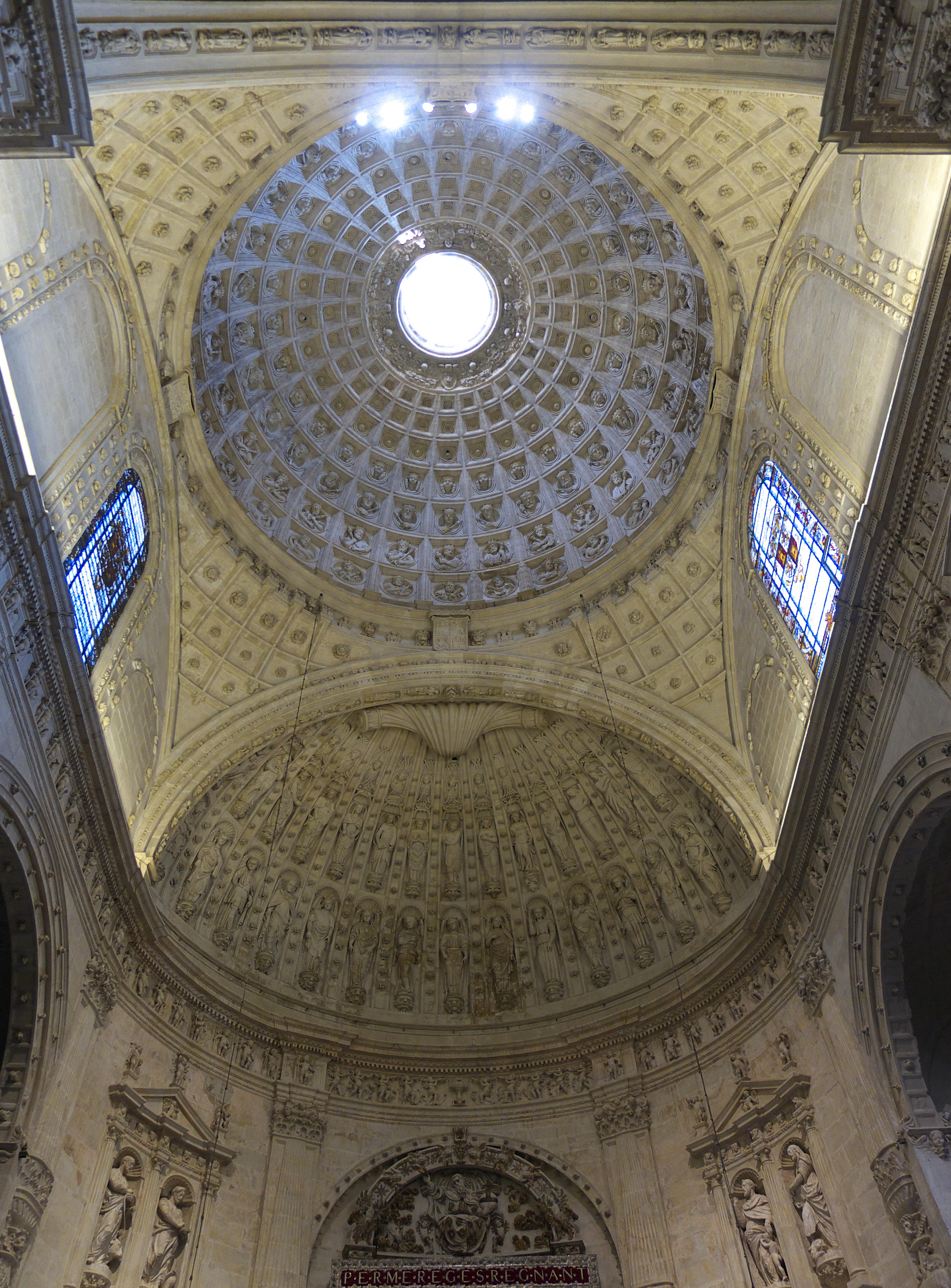
Capilla Real de la Catedral de Sevilla.

Por estas razones sobre dichas conviene que se cumpla de alguna parte, ca non es derecho que el cuerpo fuelgue fasta que sean cunplidas aquellas cosas, porque podría aver trabajo en el alma. E pues Dios quiere que nuestras debdas sean cunplidas, e pagadas e cunplidas las mandas, que el nuestro cuerpo sea enterrado en nuestro monesterio de Sancta María la Real de Murcia, que es cabeza de este reyno; el primero lugar que Dios quiso que ganasemos a servicio dél, e a honra del rey Don Fernando, e de nos, et de nuestra tierra; pero si los nuestros cabezaleros tovieren por mejor que el nuestro cuerpo sea enterrado en la cibdat de Sevilla, o en otro lugar que sea mas a servicio de Dios, tenemoslo por bien, en tal manera que finque al monesterio sobredicho de Murcia los bienes e las posesiones que nos le diesemos, salvo el alcazar, que mandamos que aya siempre el que de nuestro linage fuere con derecho rey de Murcia. E si los nuestros testamentarios tovieren por bien de enterrar nuestro cuerpo en Sevilla, mandamos que lo fagan enterrar alli do tuvieren e entendieren que es mejor; pero de esta guisa: que la sepultura non sea muy alta, e si quisieren que sea alli donde el Rey Don Fernando e la Reyna Doña Beatriz yazen, que fagan en tal manera que la nuestra cabeza tengamos a sus pies de amos a dos, e de guisa que, sea la sepultura llana, en tal manera que cuando el capellan entrase a dezir la oracion sobre ellos e sobre nos, que los pies tenga sobre la sepultura.

E otrosi mandamos, que luego que finaremos, que nos saquen el corazon e lo lleven a la sancta tierra de Ultramar, e que lo sotierren en Iherusalem, en el monte Calvario, alli do yazen algunos de, nuestros abuelos, e si levar non lo pudiesen que lo pongan en algund lugar do esté fasta que Dios quiera que la tierra se, gane e se pueda levar en salvo. Esto tenemos por bien, e mandamos que faga don Frey Juan, teniente de las vezes del maestre del Temple en los reinos de Castilla, et de Leon, et de Portugal, porque es conoscido de nuestro señorio, et se, tovo con nusco el tiempo que todos los maestres de las otras ordenes nos desconocieron. E mandamos a este cavallero de nuestro cuerpo todas las nuestras camaras que traemos de nuestro guisamiento, et demas mil marcos de plata, para dar en capelbnia do canten capellanes missas cada dia por siempre por nuestra alma en el sepulcro sancto, quando Dios quisiere que lo ayan cristianos, o en él o en el logar do estoviere nuestro corazon... Mandamos otrosi que cuando sacaren el nuestro corazon para llevarlo a la Sancta tierra de Ultramar, segund que es ya dicho, e que saquen lo otro de nuestro cuerpo e lo lleven a enterrar al monesterio de Sancta Maria la Real de Murcia, o a do el nuestro cuerpo oviere a ser enterrado, que lo metan todo en una sepultura assi como si nuestro cuerpo fuese y a yazer, si el monesterío fuere en aquel estado que lo nos establecemos e devemos estar; e sy non, mandamos que, fagan esto en la iglesia mayor de Sancta Maria de Sevilla. Otrosi mandamos que si nuestro cuerpo fuere, y enterrado en Sevilla, que sea y dada la nuestra tabla que fezimos fazer con las reliquias a honrra de Sancta María, e que la trayan en la procesion en las grandes fiestas de Sancta Maria ... Otrosi mandamos que todos los libros de los cantares de loor de Sancta Maria sean todos en aquella iglesia do nuestro cuerpo se enterrare, e que los fagan cantar en las fiestas de Sancta María.

## Sepultura de Alfonso X en la Catedral de Sevilla

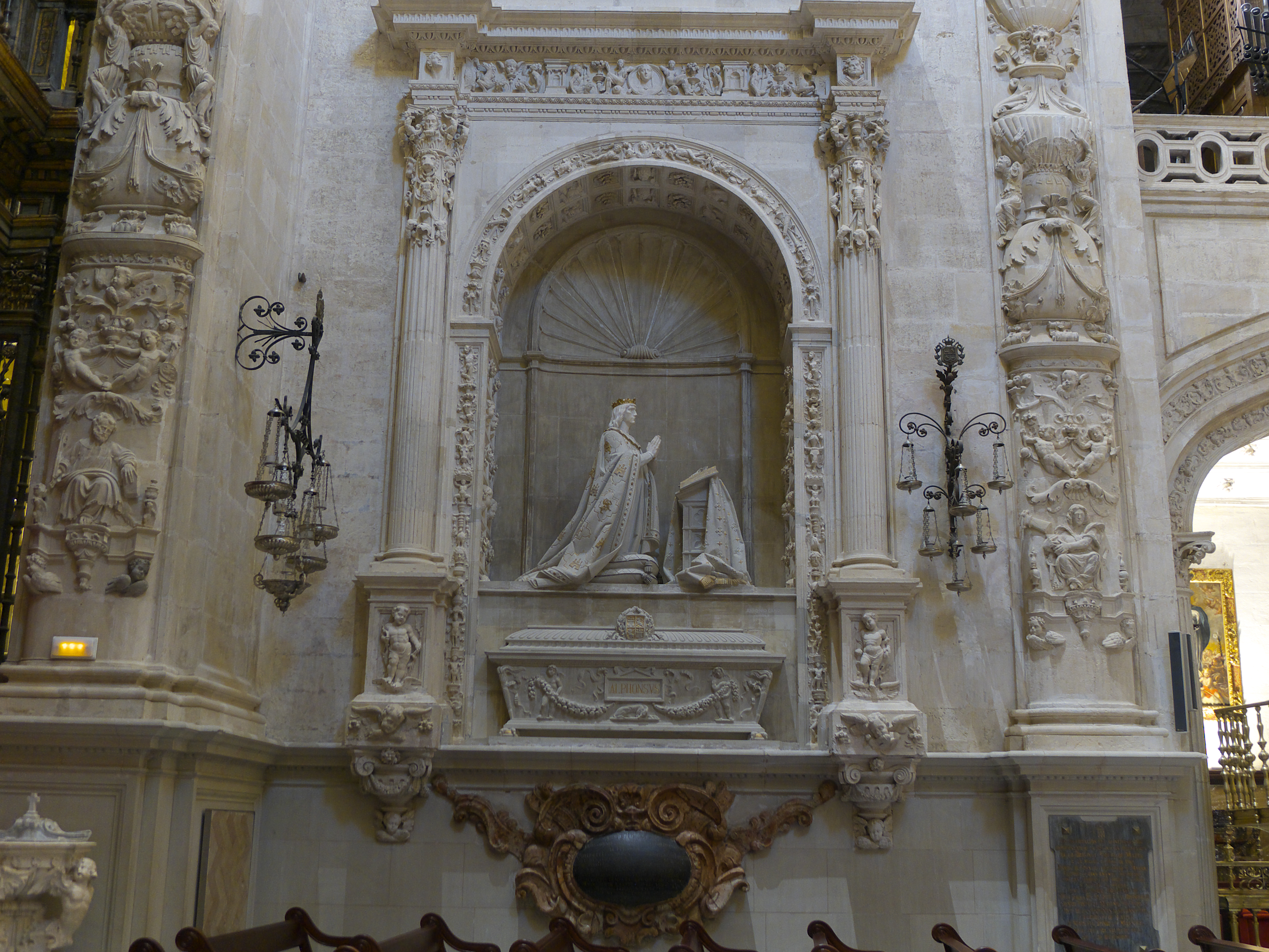
Sepulcro de Alfonso X el Sabio en la capilla Real de la Catedral de Sevilla.

El cadáver de Alfonso X recibió sepultura en la Capilla Real de la Catedral de Sevilla.
En la primitiva Capilla Real de la Catedral de Sevilla estaba colocada una estatua que representaba al rey en posición sedente, situada ante la imagen de la Virgen de los Reyes, y en su lado izquierdo. También se hallaban en la capilla las imágenes sedentes de Fernando III el Santo, y de Beatriz de Suabia, padres de Alfonso X, sepultados allí. A los pies de la imagen sedente se encontraba el sepulcro que contenía los restos del rey, recubierto con una chapa de plata labrada y adornada con castillos, leones, cruces y águilas. La corona que portaba la efigie del rey era de oro y piedras preciosas, la mano derecha del monarca empuñaba un cetro de plata, rematado por una figura en forma de águila, mientras que en la mano izquierda llevaba una esfera de oro coronada por una cruz. En 1356, Pedro I de Castilla, tataranieto de Alfonso X el Sabio, despojó a las imágenes de Alfonso X y de su madre, la reina Beatriz de Suabia, de todos los metales preciosos y piedras preciosas que las adornaban.
En 1579 una vez finalizada la nueva Capilla Real de la Catedral de Sevilla, el féretro que contenía los restos del rey fue colocado bajo el arco más cercano a la reja que cerraba el acceso a la capilla, en el lado izquierdo de la misma. El féretro del monarca se hallaba cubierto con un paño de brocado y, en la parte correspondiente a la cabecera, y depositados sobre una almohada, estaban colocados una corona y un cetro de bronce dorado.
En 1948, con motivo del séptimo centenario de la conquista de la ciudad de Sevilla por Fernando III el Santo, que capituló en 1248, se construyó el sepulcro actual del monarca, que se encuentra situado en el lado del Evangelio de la Capilla Real.
La estatua orante que representa a Alfonso X es obra de los escultores Antonio Cano y Carmen Jiménez. El mausoleo del rey es idéntico al de la reina Beatriz de Suabia, su madre, que está situado enfrente de él. Está formado por dos cuerpos superpuestos, flanqueados por columnas en los extremos. El primer cuerpo contiene la urna donde reposan los restos mortales de Alfonso X el Sabio, en cuyo frontal se encuentra una cartela donde se lee "Alfonso X el Sabio". Sobre la urna está colocada la estatua orante que representa al monarca, que aparece cubierto por un manto real, coronado con corona de bronce, y arrodillado ante un reclinatorio. El segundo cuerpo del mausoleo, rematado por un frontón, lo ocupa un medallón circular en el que está colocado el escudo del reino de Castilla y León.

## Las entrañas de Alfonso X el Sabio

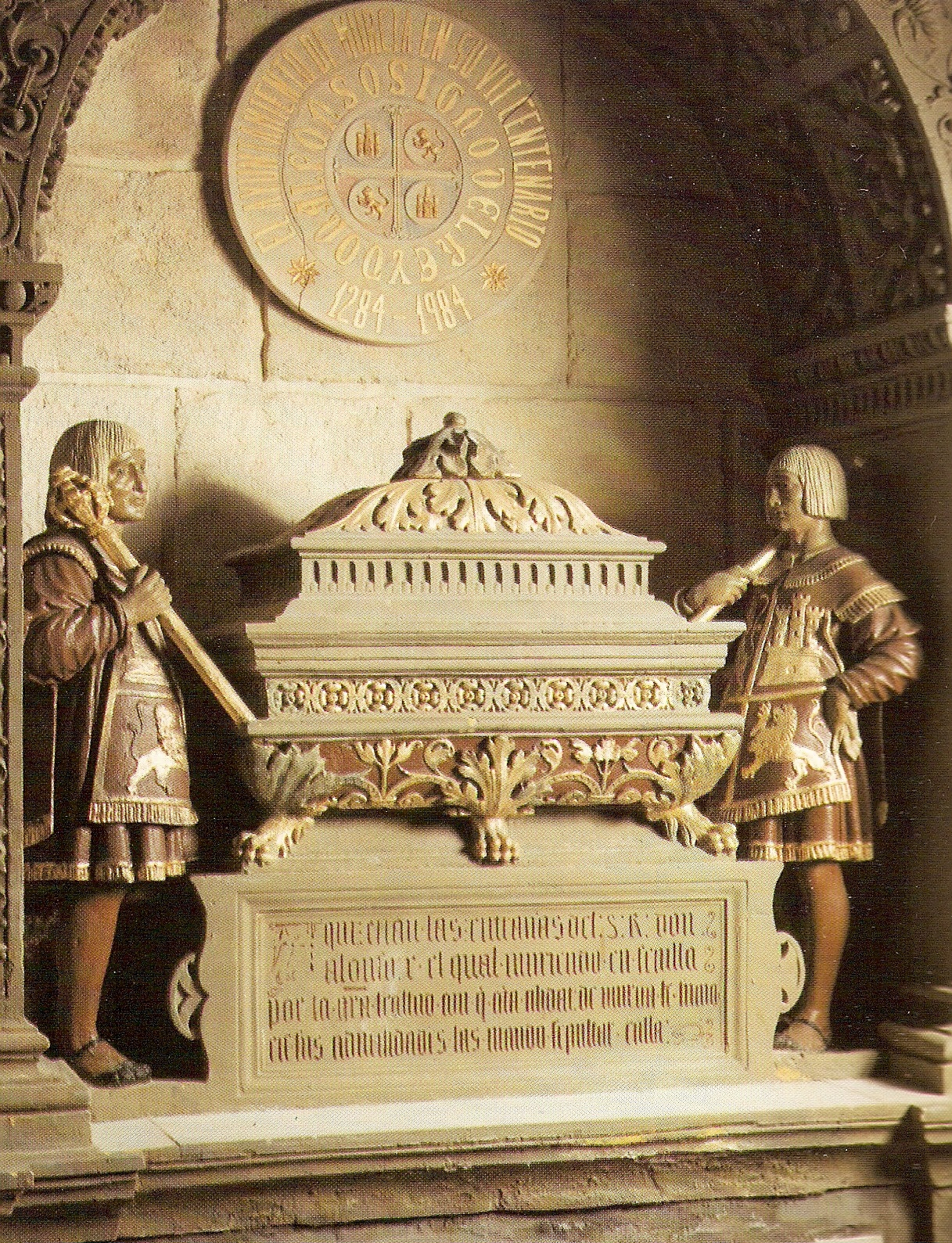
Urna que contiene las entrañas de Alfonso X el Sabio. Catedral de Murcia.

En el presbiterio de la Catedral de Murcia, procedentes de la antigua capilla del Alcázar Mayor de la ciudad, llamada de Nuestra Señora la Real de Gracia, se encuentran el corazón y las entrañas de Alfonso X el Sabio, colocadas dentro de una urna. El propósito del monarca era que su corazón fuera llevado al Monte Calvario, en Tierra Santa, y sus entrañas al monasterio murciano de Santa María la Real del Alcázar. Sin embargo, nunca llegó a cumplirse la voluntad del monarca, y su corazón y entrañas terminaron reposando en el mismo lugar. En el año 1525, a petición del concejo de Murcia, y por orden del emperador Carlos V, fueron trasladadas las entrañas de Alfonso X a la capilla mayor de la Catedral de Murcia.
La urna que contiene las entrañas del rey está colocada en una hornacina renacentista de medio punto, decorada con motivos florales, labrada en la época de Carlos V y restaurada después de 1854 La urna que guarda las entrañas es de piedra, pintada de blanco y oro, y a cada uno de sus lados se encuentran representados dos heraldos, con mazas doradas apoyadas en los hombros, en cuyas dalmáticas aparecen los escudos del reino de Castilla y León. Las figuras de los heraldos, que fueron realizadas en el siglo XVI, están pintadas de color rojo y oro. En una cartela colocada en la parte inferior de la urna, y en caracteres alemanes, se lee la siguiente inscripción:

"AQUI ESTAN LAS ENTRAÑAS DEL SEÑOR REY DON ALONSO X, EL QUAL MURIENDO EN SEVILLA POR LA GRAN LEALTAD CON QUE ESTA CIBDAT DE MURCIA LE SIRVIO EN SUS ADVERSIDADES LAS MANDO SEPULTAR EN ELLA".

El emperador Carlos V prohibió que nadie, fuera cual fuese su rango fuera sepultado en la capilla donde se depositaron las entrañas de Alfonso X, y mediante una cédula emitida el 11 de mayo de 1526, ordenó que se hiciese una reja de hierro, que debía portar su escudo de armas, y en la que se debía grabar que Alfonso X el Sabio ordenó que sus entrañas fuesen llevadas allí por la lealtad que le profesó la ciudad de Murcia.